# قائمة مواضيع المحاسبة
هذه الصفحة هي عبارة عن فهرسة المواضيع  محاسبة.

## أ
ائتمان تجاري
‹-› استثمار
‹-› أسهم الخزينة
‹-› أسهم رأس المال
‹-› أصول غير ملموسة
‹-› أصول
‹-› اقتصاد (علم)
‹-› الأربع الكبرى
‹-› التدفقات النقدية 
‹-› المعايير الدولية لإعداد التقارير المالية
‹-› أوراق العمل
‹-› إيراد
‹-› استهلاك الاصول الثابتة

## ب
برايس وتر هاووس كوبرز
‹-› بضاعة موجودة

## ت
تدقيق داخلي
‹-› تكاليف تاريخية
‹-› تكلفة غارقة

## ج
جداول ممتدة

## د
دفتر الأستاذ العام
‹-› دفتر حسابات
‹-› ديون وائتمانات

## ر
ربح
‹-› رهن عقاري

## س
سند
‹-› سند ضمان
‹-› سهم (اقتصاد)
‹-› سهم ممتاز

## ش
‹-› شهرة (محاسبة)

## ص
صافي الدخل‹-› بيان مالي
‹-› صندوق سلف

## ف
فائدة
‹-› فاتورة

## ق
قائمة الدخل
‹-› قائمة الدخل
‹-› قيمة دفترية

## م
مبادئ محاسبية مقبولة بصفة عامة (الولايات المتحدة)
‹-› مبدئي
‹-› مجلس معايير المحاسبة الدولية
‹-› محاسبة إدارية
‹-› محاسبة القيمة حسب السوق
‹-› محاسبة مالية
‹-› مساهم
‹-› مسك الدفاتر
‹-› مصروفات جارية
‹-› مكرر ربحية
‹-› موجودات ثابتة
‹‹-›› ميزان المراجعة
‹-› ميزانية عمومية
‹-› ميزانية (محاسبة)

## ه
هيئة الأوراق المالية والبورصات الأمريكية

## انظر كذلك
- مخطط تصنيفي للتسويق
- قائمة المواضيع الأساسية في الأعمال التجارية